# Hildegard Hamm-Brücher
Hildegard Hamm-Brücher (née Brücher le 11 mai 1921 à Essen et morte le 7 décembre 2016 à Munich) est une femme politique allemande, membre du FDP. De 1976 à 1982, elle est ministre d'État au ministère fédéral des Affaires étrangères. En 1994, elle est candidate au poste de président fédéral.

## Biographie

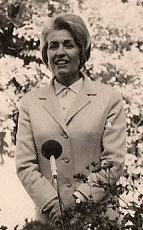
Hildegard Hamm-Brücher vers 1969.

Hildegard Brücher grandit avec quatre frères et sœurs à Berlin-Dahlem. Après la perte précoce des parents - le père Paul Brücher, avocat, meurt en 1931 et la mère Lilly, née Pick, en 1932 - elle emménage avec ses frères et sœurs chez sa grand-mère à Dresde.
Pendant la période nazie, elle vit à l'internat de Salem pendant un an à partir de 1937, qu'elle doit quitter parce que sa grand-mère est juive. Elle peut cependant poursuivre ses études à la Friedrich-Luisen-Schule de Constance, où elle a passé son Abitur en 1939.
Pendant la Seconde Guerre mondiale, elle étudie la chimie à Munich. Elle fait connaissance avec des membres de la Rose blanche. Bien qu'elle ne sache rien de leur implication dans la résistance contre le nazisme, elle affirme plus tard qu'elle partageait avec eux un état d'esprit commun. En 1945, elle soutient sa thèse sous la direction d'Heinrich Wieland, qui l'a également protégée contre la persécution par la Gestapo.
En 1945, elle devient rédactrice scientifique pour la Neue Zeitung, la recherche fondamentale en chimie étant interdite par la commission d'occupation alliée. De 1949 à 1950, elle est titulaire d'une bourse d'études en sciences politiques de l'université Harvard.

### Politique

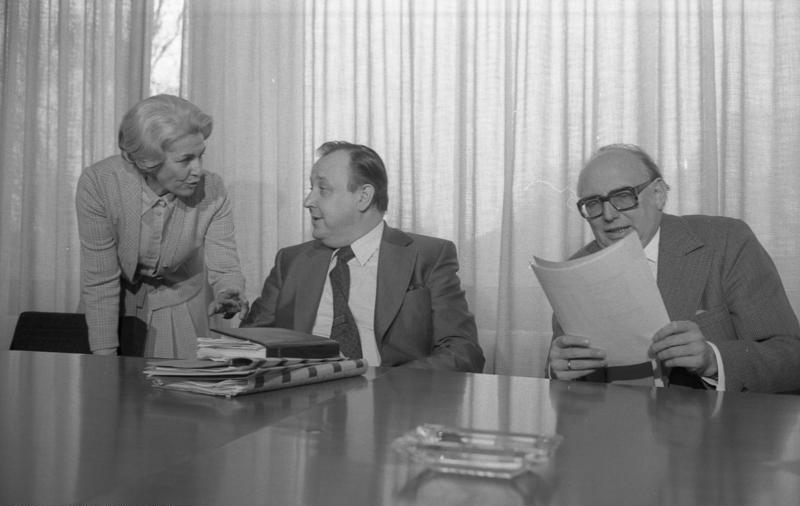
Hamm-Brücher au conseil exécutif fédéral du FDP avec Hans-Dietrich Genscher et Wolfgang Mischnick (mars 1974).

Hildegard Hamm-Brücher est élue sur la liste du FDP bavarois en mai 1948 au conseil municipal de Munich. Theodor Heuss a joué un rôle important pour son entrée en politique. Hamm-Brücher est membre du conseil municipal de Munich de 1948 à 1954. De 1950 à 1966, elle représente la circonscription de Haute-Bavière et, de 1970 à 1976, la circonscription de Franconie centrale comme membre du Landtag de Bavière. Lors des élections bavaroises de 1962, elle est cependant rétrogradée à la 17e place de la liste électorale de la Haute-Bavière à la suite d'un conflit interne au parti. Cela ne l'empêche pas d'être réélue pour la troisième fois dans le Landtag, grâce à une campagne énergique et une forte couverture médiatique. De 1972 jusqu'à sa retraite du Landtag, elle occupe la présidence du groupe parlementaire du FDP.
Hamm-Brücher est élue au conseil exécutif fédéral du FDP en 1963. Elle est vice-présidente fédérale de son parti de 1972 à 1976, la première femme à ce poste. De 1985 à 1991, elle est de nouveau membre du conseil exécutif fédéral.
Le 22 septembre 2002, elle quitte le FDP après 54 ans au sein du parti. Elle justifie sa décision par le « rapprochement du FDP avec les positions anti-israéliennes et unilatéralement pro-palestiniennes de M. Möllemann », le président du parti.

### Mandats ministériels

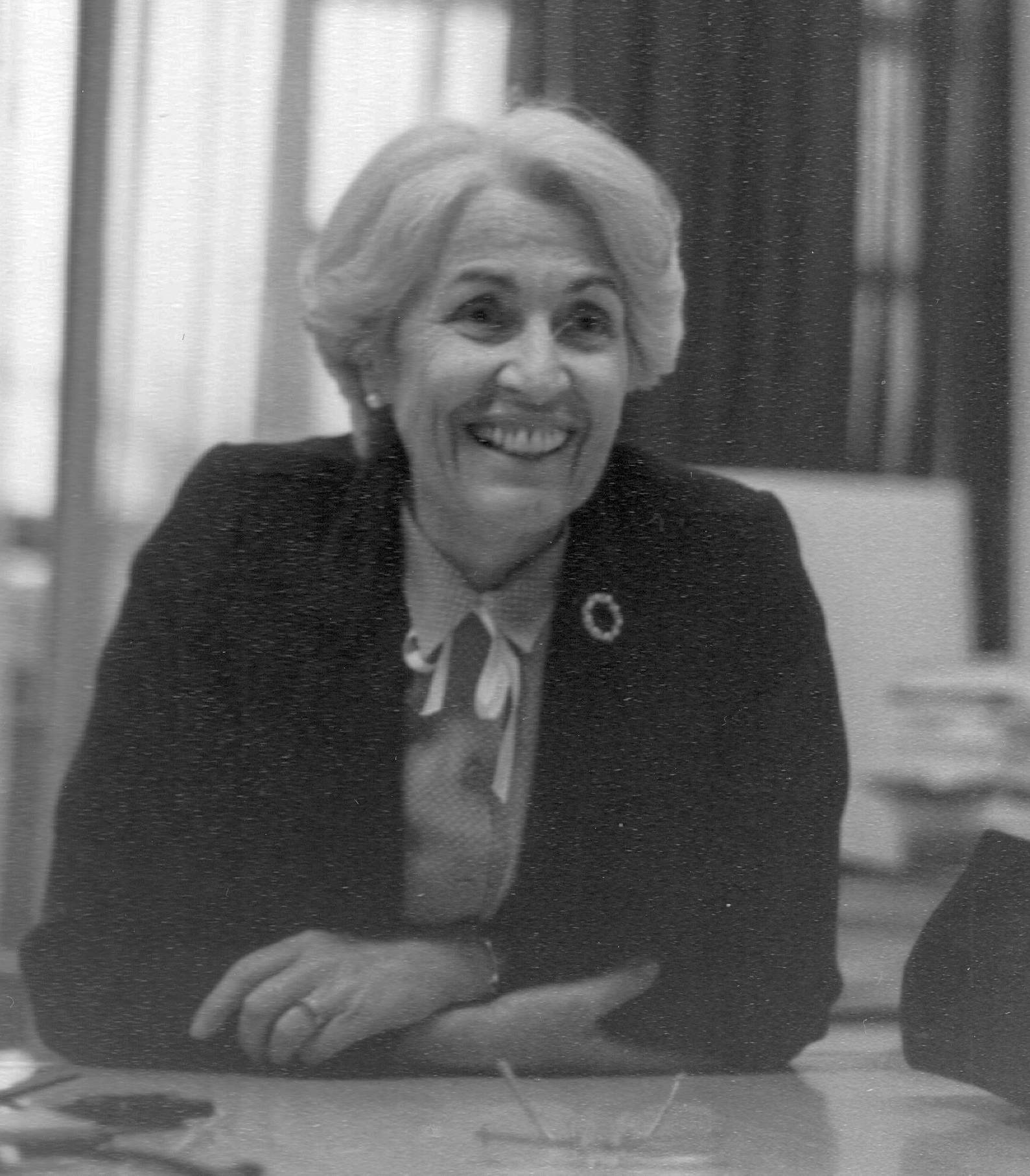
Hildegard Hamm-Brücher en 1982.

En décembre 1976, après les élections au Bundestag en 1976, elle est nommée ministre d'État (Staatsminister, c'est-à-dire secrétaire d'État au niveau protocolaire plus élevé) au ministère des Affaires étrangères dirigé par Hans-Dietrich Genscher. Elle est notamment chargée de la politique étrangère culturelle de l'Allemagne fédérale. Elle entre donc dans le gouvernement Schmidt II de coalition entre le SPD et le FDP. Après l'éclatement de la coalition sociale-libérale, elle quitte le gouvernement le 17 septembre 1982 (peu avant la chute du gouvernement Schmidt III).

### Élection du président fédéral de 1994
Lors des élections fédérales de 1994, elle est candidate FDP au poste de président fédéral. Le FDP tente de se rendre plus indépendant du partenaire de la coalition CDU / CSU en nommant Hamm-Brücher, proche de la tendance sociale-libérale, pour initier une éventuelle coopération avec le SPD. Elle obtient 132 voix au premier tour de scrutin et 126 voix au deuxième tour - bien plus que les 112 grands électeurs du FDP. Le président du parti, Klaus Kinkel, lui conseille de ne pas se présenter au troisième tour de scrutin, après des pressions de la part du chancelier Helmut Kohl. La candidate demande au groupe parlementaire FDP de voter sur cette question. Après une brève discussion, le groupe parlementaire vote en faveur son retrait. La majorité des électeurs du FDP vote ensuite au troisième tour de scrutin pour le candidat de la CDU, Roman Herzog.

### Vie privée
Hildegard Hamm-Brücher épouse en 1956 l'avocat Erwin Hamm (1909-2008), membre local de la CSU, avec qui elle a un fils et une fille.
Elle meurt le 7 décembre 2016 à l'âge de 95 ans à Munich,.